# عبد الله عبد الرضا العصفور
عبد الله عبد الرضا سلمان العصفور (1949 - 16 يناير 2004 (55 سنة)

) سياسي بحريني.

## السيرة
ولد العصفور في عام 1949 في قرية الدراز. حصل على ليسانس الآداب من قسم التاريخ من جامعة بيروت ودبلوم الدراسات الإسلامية من المعهد العالمي للدراسات الإسلامية بالقاهرة. في 2 مايو 1999 تم تعيينه عضوا مكملا في مجلس الشورى واستمر فيه حتى وفاته.

## الوفاة
توفي العصفور في 16 يناير 2004 في مسقط رأسه الدراز.